# Hrvatsko narodno vijeće
Der Hrvatsko narodno vijeće (Kroatischer Nationalrat, englisch Croatian National Congress, französisch Conseil national croate, spanisch El Consejo National Croata), kurz HNV, war ein von 1974 bis 1990 bestehender internationaler Dachverband kroatischer Exilorganisationen. Er verstand sich als breite politische Vertretung und Parlament der Kroaten im Exil. In der Freien Welt hatte er Mitglieder und Ausschüsse in vielen Staaten Europas (z. B eine Niederlassung in Köln), Nord- und Südamerikas sowie in Australien und Neuseeland. Der Hauptsitz des HNV lag in New York City.
Selbsterklärtes Ziel des HNV war ein von Jugoslawien unabhängiger kroatischer Staat im gesamten historischen und ethnischen Raum, in dem nur das kroatische Volk souverän ist. Dem HNV gehörten „moderate“ (HSS-nahe) und „extreme“ (Ustascha-nahe) nationalistische Organisationen und Personen an. Nach jugoslawischen Quellen hatte der HNV im Jahr 1989 etwa 10.000 Mitglieder.
Nach der Konstituierung des in freien Mehrparteienwahlen Ende Mai 1990  gewählten kroatischen Staatsparlaments (Sabor), beschloss der HNV während des Zerfalls Jugoslawiens seine Auflösung.

## Geschichte
Die Gründung des HNV fand vom 1. bis 3. Februar 1974 in Toronto (Kanada) statt. In den Folgejahren fanden acht Kongresse bzw. „Parlamentsversammlungen“ (Sabor) statt. Der 1. Kongress (I. Sabor) tagte vom 4. bis 8. September 1975 in Toronto. Vorsitzende des Vollzugsrates waren ab 1974 Ante Došen (1895–1977), von 1975 bis 1976 Stanko Vujica (1909–1976) und von 1976 bis 1982 Janko Skrbin (1921–1994).
Der 2. Kongress (II. Sabor) tagte vom 6. bis 9. Oktober 1977 in Brüssel und wählte eine neue Führung. Dabei wurden Ragib Avdić, Ernest Bauer (1910–1995), Ivica Bekavac, Milan Blažeković, Bruno Bušić, Danijel Crljen (1914–1995), Pater Ante Čuvalo (* 1944), Miro Gal (1921–1985), Ivan Jelić, Kazimir Katalinić, Hrvoje Lun, Pater Častimir Majić (1914–2016), Zlatko Markus, Krunoslav Mašina, Tomislav Mičić, Franjo Mikulić (1932–1983), Janko Skrbin, Neda Šarić-Rosandić und Ragib Zukić in die Führungsausschüsse gewählt. Zum Parlamentsvorsitzenden wurde Franjo Mikulić gewählt und zum Vorsitzenden des Vollzugsrates Janko Skrbin aus New York berufen.
Am 6. Dezember 1978 nahm Janko Skrbin als Präsident des HNV an einem Empfang im Weißen Haus in Washington teil, der für Repräsentanten der für Freiheit und Unabhängigkeit kämpfenden Völker veranstaltet wurde. Der US-amerikanische Präsident Jimmy Carter begrüßte seine Gäste persönlich. Daneben sprachen Außenminister Cyrus Vance und Sicherheitsbeauftragter Zbigniew Brzeziński. Danach wurde Skrbin vom Kongressmitglied Jack Kemp zu einem politischen Meinungsaustausch empfangen.
Der 3. Kongress (III. Sabor) tagte vom 18. bis 21. Januar 1980 in London. Dabei wurden alle Führungspositionen mit konservativen Abgeordneten besetzt, was praktisch zu einer Spaltung des HNV in meist antikommunistisch konservative und linksorientierte Exilkroaten (vor allem Anhänger des „Kroatischen Frühlings“) führte.
Wiederum in Toronto tagte vom 15. bis 17. Januar 1982 der 4. Kongress (IV. Sabor), der ursprünglich in Paris stattfinden sollte. Dabei wurde Mirko Vidović aus Lyon zum Parlamentspräsidenten und Mate Mestrović (* 1930) aus New York zum Vorsitzenden des Vollzugsrates gewählt. Die jugoslawische Botschaft hatte versucht die Veranstaltung zu verhindern.
Der 5. Kongress (V. Sabor) fand 1984 in London statt.
Vom 12. bis 14. Februar 1986 fand der 6. Kongress (VI. Sabor) in London im Hotel Russel statt. Ursprünglich sollte in Paris getagt werden. 27 der 30 gewählten Abgeordneten aus der ganzen Welt nahmen teil. Zum Parlamentsvorsitzenden wurde Radovan Latković aus Buenos Aires gewählt, der damit Mirko Vidović ablöste. Der Universitätsprofessor Mate Meštrović wurde als Vorsitzender des Exekutivrates bestätigt. Die Ämter des Exekutivausschusses wurden danach in einer ersten Sitzung des neu gewählten Rates besetzt. Das neu gewählte Parlament richtete eine Erklärung an das kroatische Volk, eine an alle Mitglieder des Nationalrates und eine dritte an die Vereinigten Staaten, die Auslieferung von Andrija Artuković betreffend.
Am 12. März 1986 wurde Mate Meštrović vom damaligen Vorsitzenden der CDU/CSU-Bundestagsfraktion Alfred Dregger (1920–2002) zu einem etwa einstündigen Gespräch im Bundeshaus in Bonn empfangen. Dabei sprach Meštrović über die Ziele und Tätigkeit des HNV, die Probleme der kroatischen Gastarbeiter in Deutschland, die wirtschaftliche Krise in Jugoslawien und die Lage der Kroaten. Am Ende des Gespräches überreichte er Dregger ein Memorandum über die Vorstellungen des HNV zu der möglichen Hilfe der westlichen europäischen Staaten für die Realisierung kroatischer Wünsche. Am Folgetag wurde Meštrović in Straßburg im Europäischen Parlament vom Vorsitzenden der Europäischen Volkspartei Egon Klepsch (1930–2010) und vom Mitglied des Europaparlaments Otto von Habsburg (1912–2011) empfangen.
Vom 9. bis 14. Mai 1988 fand der 7. Kongress (VII. Sabor) in Barcelona statt.
Der 8. und letzte Kongress (VIII. Sabor) fand vom 12. bis 17. März 1990 in Fellbach bei Stuttgart  statt.

## Organisation

### Mitgliedsorganisationen
- Hrvatska republikanska stranka (Kroatische Republikanische Partei), HRS
- Hrvatski narodni odbor (Kroatisches Nationalkomitee), HNO
- Hrvatski oslobodilački pokret (Kroatische Befreiungsbewegung), HOP, „reformierte“ Fraktion
- Hrvatski narodni otpor (Kroatischer Volkswiderstand), HNO

Die HSS und die „nicht reformierte“ HOP-Fraktion des Stjepan Hefer (1897–1973) beriefen sich auf ihr ausschließliches Recht das kroatische Volk politisch zu vertreten und traten dem HNV nicht bei.

### Wahl und Aufbau
Die Wahl der Mitglieder des HNV-Parlaments erfolgte in einem geheimen Wahlgang. Jeder Ortsausschuss mit mindestens 50 Mitgliedern konnte einen Kandidaten für das Abgeordnetenamt aufstellen. Ein Ortsausschuss mit weniger als 50 Mitgliedern konnte sich zum Zweck der Nominierung eines Abgeordneten mit einem Nachbarausschuss vereinigen. Die Vollmitglieder wählten aus 70 bis 120 nominierten Kandidaten die 30 Parlamentsabgeordneten. Das konstituierte Parlament wählte dann Funktionäre mit legislativen Aufgaben und einen Vollzugsrat, welcher die Politik und Geschäftsführung des HNV übernahm. Der Vorsitzende des Vollzugsrates konnte zu seiner Entlastung Ämter ernennen, die sich mit politischen, wirtschaftlichen und kulturellen Angelegenheiten befassten. So wurde nach dem 4. Kongress 1982 ein Amt für Beziehungen mit der Heimat und ein weiteres für Fragen der Gastarbeiter gegründet.

### Persönlichkeiten
Neben den Organisationen gehörten auch verschiedene Persönlichkeiten (z. B. Publizisten, Künstler) dem HNV an. Die bekanntesten unter ihnen sind der Systemkritiker Bruno Bušić (1939–1978) und Mate Mestrović (* 1930), der Sohn des weltberühmten Bildhauers Ivan Meštrović.

### Vertretungen
Im Jahr 1982 richtete der HNV in der kanadischen Bundeshauptstadt Ottawa das erste Croatian Information Center (Kroatisches Informationsbüro) ein, um über seine Aktivitäten zu informieren. Der HNV-Präsident Meštrović ernannte den Kroato-Kanadier Ivan Žuger zu dessen Leiter. An der Eröffnungsfeier nahm auch Ottawas Oberbürgermeisterin Marion Dewar (1928–2008) teil, die in einer Festrede dem kroatischen Informationsbüro viel Glück bei seiner Tätigkeit wünschte. In den Folgejahren wurden weitere kroatische Informationsbüros in Australien, den Vereinigten Staaten, Westdeutschland (Bonn) und Frankreich eingerichtet, die „als Lobby für die kroatische Unabhängigkeit wirken“ und „Kontakte mit Politikern, Journalisten, kulturellen und politischen Institutionen“ herstellen sollten. Sinn und Aufgabe der Informationsbüros sollte es sein, „die Politiker, Wissenschaftler, Journalisten, die aufgeschlossene Öffentlichkeit über die kroatische Problematik, den Identitätskampf, kulturelle Traditionen und den ungebrochenen Willen zur Gründung ihres eigenen, unabhängigen Staates zu informieren“.

### Medien
Das offizielle Presseorgan des HNV war der Vjesnik Hrvatskoga Narodnog Vijeća – Official Organ of the Croatian National Council, der auch amtliche Mitteilungen, Weisungen und Informationen zum Gebrauch der Ortsausschüsse veröffentlichte. Ab Mitte der 1970er-Jahre berichteten auch die Exilzeitschriften Kroatische Berichte, Hrvatska revija (Kroatische Rundschau), Nova Hrvatska (Neues Kroatien) und Studia Croatica (Kroatische Studien) über die Tätigkeit des HNV bzw. vertraten dessen Meinung.

## Einschätzung des Verfassungsschutzes
Nach Ansicht des Bundesamtes für Verfassungsschutz (BfV) war der HNV mit etwa 900 Mitgliedern in 40 Ortsausschüssen im Jahr 1978 „die einflußreichste und mitgliederstärkste Organisation im Bereich des exiljugoslawischen Extremismus“ in Westdeutschland. Laut BfV fanden 1980 die Aktivitäten kroatischer Extremisten fast nur noch im Namen des HNV statt, dem es nicht gelungen sei persönliche und ideologische Gegensätze zu überwinden.